# به خانه خوش آمدی
به خانه خوش آمدی (انگلیسی: Welcome Home) یک فیلم صامت کمدی-درام به کارگردانی جیمز کروز است که در سال ۱۹۲۵ منتشر شد.

## بازیگران
- وارنر بکستر
- لوئیس ویلسون
- مارگارت موریس
- جوزفین کرول
- جیمز فینلیسون